# Monomito
Nella narratologia, nella letteratura comparata e nella mitologia comparata, il monomito, o il viaggio dell'eroe, è il modello comune di un'ampia categoria di storie e tradizioni che coinvolge un eroe che si imbarca in un'avventura e in un momento di crisi decisiva ottiene una vittoria, e poi torna a casa cambiato o trasformato.
Lo studio delle narrazioni sui miti degli eroi iniziò nel 1871 con le osservazioni dell'antropologo Edward Burnett Tylor riguardo schemi comuni identificati in trame sul viaggio di eroi. Più tardi, altri introdussero varie teorie sulle narrazioni dei miti degli eroi come Otto Rank e il suo approccio psicoanalitico freudiano al mito, l'unificazione di miti e rituali di Lord Raglan, e infine studi di modelli di miti di eroi furono resi popolari da Joseph Campbell, che fu influenzato dalla visione del mito di Carl Jung. Nel suo lavoro del 1949 L'eroe dai mille volti, Campbell descrisse il modello narrativo di base come segue:
Campbell e altri studiosi, come Erich Neumann, descrivono i racconti di Gautama Buddha, Mosè e Cristo in termini di monomito. Altri, come Otto Rank e Lord Raglan, descrivono modelli narrativi di eroi in termini di psicoanalisi freudiana e sensi ritualistici. I critici sostengono che il concetto è troppo ampio o generale per essere di particolare utilità nella mitologia comparata. Altri dicono che il viaggio dell'eroe sia solo una parte del monomito; l'altra parte è una sorta di forma diversa del viaggio dell'eroe.

## Terminologia
Campbell prese in prestito la parola monomito da Finnegans Wake di James Joyce (1939). Campbell fu un notevole studioso del lavoro di Joyce e ne La chiave dello scheletro di Finnegans Wake (1944) fu coautore dell'analisi fondamentale del romanzo finale di Joyce. Campbell fa riferimento a il monomito, uno e singolo, implicando che il "viaggio dell'eroe" è l'archetipo narrativo definitivo, ma il termine monomito è stato usato occasionalmente più in generale, come termine per un archetipo mitologico o di un presunto mitema (parte irriducibile e costante del mito) che continua a verificarsi in tutte le culture del mondo. Omry Ronen ha definito il trattamento di Dioniso di Vyacheslav Ivanov come un "avatar di Cristo" (1904) come "il monomito di Ivanov".
La frase "il viaggio dell'eroe", usata in riferimento al monomito di Campbell, è entrata per la prima volta nel discorso popolare attraverso due documentari. Il primo, pubblicato nel 1987, Il Viaggio dell'Eroe: Il Mondo di Joseph Campbell, era accompagnato da un libro del 1990, Il Viaggio dell'Eroe: Joseph Campbell sulla sua vita e lavoro (con Phil Cousineau e Stuart Brown). La seconda è stata la serie di interviste fondamentali di Bill Moyers con Campbell, pubblicata nel 1988 come documentario (e libro di accompagnamento) Il Potere del Mito. Cousineau nell'introduzione all'edizione rivista di Il Viaggio dell'Eroe ha scritto "il monomito è in effetti una metamito, una lettura filosofica dell'unità della storia spirituale dell'umanità, la Storia dietro la storia".

## Riassunto
Campbell descrive 17 fasi del monomito. Non tutti i monomiti contengono necessariamente tutti e 17 gli stadi esplicitamente; alcuni miti possono concentrarsi solo su uno degli stadi, mentre altri possono affrontare gli stadi in un ordine un po' diverso. Nella terminologia di Claude Lévi-Strauss, le fasi sono i singoli miti che sono "raggruppati" o assemblati nella struttura del monomito.
Le 17 fasi possono essere organizzate in vari modi, inclusa la divisione in tre "atti" o sezioni: 
1. Partenza (anche separazione)
2. Iniziazione (a volte diviso in 2.A Discesa e 2.B Iniziazione)
3. Ritorno

Nella partenza, l'eroe o il protagonista vive nel mondo ordinario e riceve una chiamata per andare all'avventura. L'eroe è riluttante a seguire la chiamata, ma è aiutato da una figura di mentore.
La sezione di iniziazione inizia con l'eroe che attraversa la soglia verso l'ignoto o il "mondo speciale", dove affronta compiti o prove, da solo o con l'aiuto di aiutanti.
L'eroe alla fine raggiunge "la caverna più interna" o la crisi centrale della sua avventura, dove deve subire "il calvario" dove supera l'ostacolo o il nemico principale, subisce l'"apoteosi" e ottiene la sua ricompensa (un tesoro o "elisir").
L'eroe deve quindi tornare nel mondo ordinario con la sua ricompensa. Può essere inseguito dai guardiani del mondo speciale, oppure può essere riluttante a tornare e può essere salvato o costretto a tornare da un intervento esterno.
Nel ritorno, l'eroe attraversa di nuovo la soglia tra i mondi, tornando nel mondo ordinario con il tesoro o l'elisir che ha guadagnato, che ora può usare a beneficio dei suoi simili. L'eroe stesso viene trasformato dall'avventura e ottiene saggezza o potere spirituale su entrambi i mondi.
L'approccio di Campbell è stato ampiamente accolto in narratologia, mitografia e psicoterapia, specialmente dagli anni '80, e sono stati pubblicati numerosi riassunti delle varianti della struttura di base. La struttura generale dell'esposizione di Campbell fu notata in precedenza e descritta in termini simili nella mitologia comparata del 19° e all'inizio del XX secolo, in particolare dal folclorista russo Vladimir Propp che ha diviso la struttura delle storie popolari russe in 31 "funzioni".
| Atto            | Campbell (1949) | David Adams Leeming (1981) | Phil Cousineau (1990)                                                                            | Christopher Vogler (2007) |
| --------------- | --- | --- | ------------------------------------------------------------------------------------------------ | --- |
| I. Partenza     | 1. La chiamata all'avventura 2. Rifiuto della chiamata 3. Aiuto soprannaturale 4. Attraversando la soglia 5. Pancia della balena                                   | 1. Concezione e nascita miracolose 2. Iniziazione dell'eroe-figlio 3. Ritiro dalla famiglia o dalla comunità per la meditazione e la preparazione | 1. La chiamata all'avventura                                                                     | 1. Mondo ordinario 2. Chiama per l'avventura 3. Rifiuto della chiamata 4. Incontro con il mentore 5. Attraversando la prima soglia |
| II. Iniziazione | 1. Il percorso di prove 2. L'incontro con le divinitá 3. Donna tentatrice 4. La riapacificazione col padre 5. L'apoteosi 6. La benedizione finale                  | 1. Prova e missione 2. Morte 3. Discesa nell'aldilá                                                                                               | 1. Il percorso di prove 2. Il viaggio visionario 3. L'incontro con la divinitá 4. La benedizione | 1. Prove, Alleati e nemici 2. Avvicinamento alla caverna più profonda 3. Il calvario 4. Ricompensa                                 |
| III. Ritorno    | 1. Il rifiuto del ritorno 2. Il volo magico 3. Il salvataggio dall'Esterno 4. Il superamento della soglia del ritorno 5. Maestro di due mondi 6. Libertà di vivere | 1. Risurrezione e rinascita 2. Ascensione, apoteosi e espiezione                                                                                  | 1. Il volo magico 2. La soglia del ritorno 3. Maestro di due mondi                               | 1. La strada del ritorno 2. La resurrezione 3. Ritorno con l'elisir                                                                |

## Le diciassette tappe di Campbell
Quello che segue è un resoconto più dettagliato dell'esposizione originale di Campbell del 1949 del monomito in 17 tappe.

### Partenza

#### La chiamata all'avventura
L'eroe inizia in una situazione di normalità da cui vengono ricevute alcune informazioni che agiscono come una chiamata per uscire nell'ignoto.
 Campbell: "[...] (l'avventura chiama ad inoltrarsi in) una foresta, un regno sotterraneo, sotto le onde, o sopra il cielo, un'isola segreta, un'alta montagna o uno stato di sogno profondo; ma è sempre un luogo di esseri stranamente fluidi e polimorfi, tormenti inimmaginabili, azioni super umane e gioia incredibile. L'eroe può avanzare di sua iniziativa per portare l'avventura a compimento, come fece Teseo quando arrivò nella città di suo padre, Atene, e ascoltò l'orribile storia del Minotauro; oppure può essere trasportato o inviato all'estero da un agente benigno o maligno come per Odisseo, spinto per il Mediterraneo dai venti del dio arrabbiato, Poseidone. L'avventura può iniziare come un semplice errore [...] o ancora una volta, è possibile che l'eroe stia passeggiando casualmente quando un fenomeno di passaggio cattura la sua attenzione e lo attiri lontano da percorsi battuti. Gli esempi potrebbero essere moltiplicati all'infinito, per ogni angolo del mondo." (pag 59)
Esempi includono eroi improbabili come Frodo Baggins che riceve l'Anello da suo zio Bilbo e il mago Gandalf che successivamente rivela la sua vera natura ne La Compagnia dell'Anello, e Luke Skywalker che trova il messaggio della Principessa Leila Organa in pericolo nel film originale di Guerre stellari poco dopo aver incontrato il saggio maestro Jedi Obi-Wan Kenobi.

#### Rifiuto della chiamata
Spesso quando viene data la chiamata, in primo luogo succede che il futuro eroe si rifiuta di ascoltarla. Ciò può derivare da un senso del dovere o dell'obbligo, dalla paura, dall'insicurezza, da un senso di inadeguatezza o da una serie di ragioni che trattengono la persona nelle sue attuali circostanze.
 Campbell: "La disobbedienza all'appello interiore trasforma l'avventura nel proprio contrario. Immerso nella noia, nel lavoro, o nella "cultura," il soggetto perde la capacità di svolgere un'azione positiva e significativa e diviene una vittima da salvare. Il suo mondo fiorito si trasforma in un arido deserto e la sua vita perde ogni significato — anche se, come Minosse, riesce con sforzi titanici a costruire un famoso impero. Qualunque dimora egli si costruisca, sarà una dimora di morte: un labirinto chiuso da mura ciclopiche ove nascondere il suo Minotauro. Tutto ciò ch'egli può fare è crearsi dei nuovi problemi ed attendere il graduale avvicinarsi della disintegrazione." (pag 60)
Dopo che Gandalf spiega a Frodo come distruggere l'Anello gettandolo nel fuoco del Monte Fato in La Compagnia dell'Anello, Frodo dice "Non sono fatto per pericolose avventure. Vorrei non aver mai visto l'Anello! Perché è venuto da me? Perché sono stato scelto?". Allo stesso modo, Luke rifiuta di unirsi alla lotta di Obi-Wan contro l'Impero Galattico fino a quando l'Impero uccide sua zia e suo zio.

#### Incontro con il Mentore
Una volta che l'eroe si è impegnato nella missione, consciamente o inconsciamente, la sua guida e il suo aiutante magico si palesano. Molto spesso, questo mentore soprannaturale presenterà all'eroe uno o più talismani o artefatti che lo aiuteranno più avanti nella sua ricerca.
 Campbell: "Coloro che hanno risposto all'appello incontrano per prima cosa, durante il viaggio, un protettore (spesso una buona vecchierella o un vecchietto) che fornisce loro degli amuleti contro le forze draconiane che stanno per affrontare. [...] Questa figura simboleggia il potere benevolo e protettore del destino. La fantasia è una rassicurazione — una promessa che la pace del Paradiso, che già abbiamo conosciuta nel grembo materno, non è perduta; che essa sostiene il presente e permane nel futuro come nel passato (è omega ed alfa insieme); sebbene l'onnipotenza possa sembrare messa in pericolo dai passaggi di soglia e dal risveglio della vita, il potere protettivo è sempre e comunque presente nell'animo o dietro le caratteristiche meno famigliari del mondo. Bisogna solo conoscere e fidarsi, e appariranno i guardiani eterni. Avendo risposto all'appello e subendone coraggiosamente le conseguenze, l'eroe trova al suo fianco tutte le forze dell'inconscio. La stessa Madre Natura lo aiuta nel difficile compito. E fino a che l'azione dell'eroe coincide con quella per cui la sua società è matura, egli sembra procedere col grande ritmo del processo storico." (pag 71)
Ne Il signore degli anelli ed in Guerre stellari, il mago Gandalf e il maestro Jedi Obi-Wan Kenobi rappresentano il mentore principale nel ciclo iniziale del viaggio dell'eroe. (In una prima bozza di Guerre stellari, il primo incontro di Obi-Wan con Luke viene tratto direttamente dal Lo Hobbit, riconoscendo Gandalf come fonte di ispirazione.) Nel sequel di Guerre stellari, Luke apprende ancora da Yoda, che viene rivelato nel film come il vecchio maestro di Obi-Wan.

#### Attraversare la prima soglia
Questo è il punto in cui l'eroe entra effettivamente nell'avventura, lasciando i limiti noti del suo mondo e avventurandosi in un regno sconosciuto e pericoloso in cui le regole e i limiti sono ignoti.
 Campbell: "Con l'aiuto e la guida di colui che personifica il suo destino l'eroe procede nell'avventura sinché incontra il "guardiano della soglia," all'ingresso della zona di potere amplificato. Tali custodi delimitano il mondo in quattro direzioni — anche sopra e sotto — e segnano i confini della sfera attuale o dell'orizzonte di vita dell'eroe. Al di là di essi c'è l'oscurità, l'ignoto e il pericolo; proprio come oltre la sorveglianza dei genitori c'è pericolo per il bambino e oltre la protezione della sua società pericolo per il membri della tribù. La persona normale è più che soddisfatta, e persino orgogliosa, di rimanere nei limiti indicati, e la credenza popolare gli dà tutte le ragioni per temere anche il primo passo verso l'inesplorato." (pag 75) "[...] L'avventura è sempre e ovunque un passaggio oltre il velo del noto verso l'ignoto; i poteri che sorvegliano il confine sono pericolosi; affrontarli è rischioso; tuttavia per chiunque è dotato di competenza e coraggio il pericolo svanisce." (pag 79)
In Guerre stellari, i Sabbipodi minacciano di porre fine all'avventura di Luke, prima del tempo, ed inoltre è scoraggiato dal desiderio di suo zio di rimanere nella fattoria. Quando suo zio e sua zia vengono uccisi dall'Impero, decide di seguire le orme di suo padre e allenarsi per diventare uno Jedi.

#### Ventre della Balena
Il ventre della balena rappresenta la separazione finale dal mondo e dall'io conosciuti dall'eroe. Entrando in questa fase, la persona mostra la volontà di subire una metamorfosi. Quando si espone per la prima volta, l'eroe può incontrare un pericolo minore o arretrare.
 Campbell: "L'idea che il passaggio della soglia magica sia un transito in una sfera di rinascita è simboleggiata nell'immagine mondiale dell'utero del ventre della balena. L'eroe, anziché conquistare o conciliare il potere della soglia, viene inghiottito nell'ignoto e viene ritenuto morto. [...] Questo motivo popolare enfatizza la lezione che il passaggio della soglia è una forma di auto-annientamento. Invece di passare verso l'esterno, oltre i confini del mondo visibile, l'eroe va verso l'interno, per rinascere. La scomparsa corrisponde al passaggio di un fedele nel tempio - dove viene sollecitato dal ricordo di chi e cosa è, vale a dire polvere e cenere se non immortale. L'interno del tempio, il ventre della balena e la terra celeste al di là, al di sopra e al di sotto dei confini del mondo, sono la stessa cosa. Ecco perché gli approcci e gli ingressi ai templi sono fiancheggiati e difesi da colossali gargolle: draghi, leoni, sterminatori di diavoli con spade sguainate, nani risentiti, tori alati. Il devoto al momento dell'ingresso in un tempio subisce una metamorfosi. [...] Una volta dentro, si può dire che sia morto nel tempo e tornato nel Grembo del Mondo, l'ombelico mondiale, il Paradiso terrestre. [...] Allegoricamente, quindi, il passaggio in un tempio e l'immersione dell'eroe attraverso le fauci della balena sono avventure identiche, entrambe denotando un linguaggio figurato, l'atto di mettere al centro la vita, di rinnovamento della vita."
Nell'esempio del Libro di Giona, l'omonimo israelita rifiuta il comando di Dio di profetizzare la distruzione di Ninive e tenta di fuggire navigando verso Tarsis. Scoppia una tempesta e i marinai tirano le sorti e accusano Giona. Giona si lascia gettare in mare per calmare la tempesta e viene salvato dall'annegamento venendo inghiottito da un "grande pesce". Per tre giorni, Giona si impegna a rispettare la volontà di Dio ed infine viene vomitato in modo sicuro sulla riva. Successivamente va a Ninive e predica ai suoi abitanti. Il passaggio di Giona attraverso la pancia della balena può essere visto come una morte simbolica e una rinascita nell'analisi iunghiana.
Nel film L'Impero colpisce ancora, Ian Solo e la Principessa Leila si rifugiano in una grotta che si rivela essere il ventre di una lumaca spaziale. Mentre sono lì, iniziano a mostrare i loro sentimenti romantici repressi; questa scena viene incrociata con immagini di Dart Fener che emerge da una camera di mediazione simile ad una conchiglia e successivamente viene rappresentato per la prima volta come schiavo dell'Imperatore piuttosto che come padrone dell'Impero.

### Iniziazione

#### Il percorso delle prove
Il percorso, o la strada delle prove è una serie di prove a cui l'eroe deve sottoporsi per iniziare la trasformazione. Spesso l'eroe fallisce una o più di queste prove, che spesso si verificano in tre. Alla fine l'eroe supererà queste prove e passerà al passaggio successivo.
 Campbell: "Dopo aver attraversato la soglia, l'eroe si muove in un paesaggio onirico di forme curiosamente fluide e ambigue, dove deve sopravvivere a una serie di prove. Questa è una delle fasi preferita del mito-avventura, in tutto il mondo ha prodotto letteratura di cimenti e prove miracolose. L'eroe è segretamente aiutato dai consigli, dagli amuleti e dagli agenti segreti dell'aiutante soprannaturale che ha incontrato prima del suo ingresso in questa regione." (pag 92) "[...] A volte invece scopre per la prima volta che ovunque esiste un potere che lo sostenga nel suo passaggio sovrumano." (pag 91) "[...] L'addentrarsi nella terra delle prove rappresentava solo l'inizio del lungo e davvero pericoloso percorso di conquiste e momenti di illuminazione. Ora I draghi devono essere uccisi e bisogna sorpassare barriere impreviste- ancora, ancora e ancora. Nel frattempo ci saranno una moltitudine di vittorie preliminari, estasi passeggere e scorci momentanei della meravigliosa terra." (pag 100)
Ne L'Impero colpisce ancora, gli eroi sono minacciati da mostri di ghiaccio, dalle forze imperiali e da un campo di asteroidi prima che i loro viaggi proseguano.

#### L'incontro con la dea
Qui è dove all'eroe vengono dati oggetti che lo aiuteranno in futuro.
Campbell: "L'avventura conclusiva, dopo che tutte le barriere e gli orchi sono stati superati, viene comunemente presentata come un matrimonio mistico (ιερός γάμος) dell'anima-eroe trionfante con la Dea Signora del Mondo. È la crisi che si produce al nadir, allo zenith, ο al limite estremo della terra, al centro del cosmo, nel tabernacolo del tempio, ο nell'oscurità dei più remoti recessi del cuore (pag 101) [...] L'incontro con la dea (che è incarnata in ogni donna) costituisce l'esame conclusivo della capacità dell'eroe a conquistare il bene dell'amore (carità: amor fati), che è la vita stessa intesa e goduta come una circoscritta porzione di eternità.E quando il protagonista dell'avventura non è un giovane ma una fanciulla, ella è colei che, per le sue qualità, la sua bellezza, ο la sua bontà, è degna di diventare la compagna di un immortale. Allora il celeste consorte discende sino a lei e la conduce al proprio letto — ch'ella lo voglia ο no. E se ella lo sfugge, alla fine le si aprono gli occhi; se lo cerca, il suo desiderio viene appagato." (pagg 108-109)
 Ne La Compagnia dell'Anello, Frodo incontra Galadriel, che gli mostra una visione del futuro.

#### La donna come tentatrice
In questo passaggio, l'eroe affronta quelle tentazioni, spesso piaceri di natura fisica, che possono portarlo ad abbandonare o allontanarsi dalla sua missione. Questi non devono necessariamente essere rappresentati da una donna. La donna è una metafora delle tentazioni fisiche o materiali della vita, poiché l'eroe-cavaliere era spesso tentato dalla lussuria durante il suo viaggio.
Campbell: "La difficoltà maggiore risiede nel fatto che il nostro concetto di ciò che dovrebbe essere la vita raramente corrisponde a ciò che la vita è realmente. In genere noi ci rifiutiamo di ammettere con noi stessi o con i nostri amici la gravità di quella febbre violenta, maleodorante, carnivora, lasciva, che costituisce la natura stessa della cellula organica. Preferiamo profumare, imbiancare, e reinterpretare, illudendoci che la mosca nella pomata, il capello nella minestra, siano colpe di qualcun altro.Ma quando all'improvviso comprendiamo, ο ci viene dimostrato, che tutto ciò che pensiamo ο facciamo è inevitabilmente impregnato dell'odore della carne, allora, quasi sempre, siamo sopraffatti dal disgusto: la vita, gli atti della vita, gli organi vitali, e soprattutto la donna quale grande simbolo della vita, diventano insopportabili alla purezza, all'anima pura." (pagg 111-112)
Ne Il Signore degli Anelli, Frodo è tentato da diverse figure, tra cui Galadriel, per far loro portare l'anello. In Guerre stellari, Luke è sedotto da Leila nonostante sia sua sorella. Nell'Odissea, Calipso tenta Ulisse di rimanere sull'isola piuttosto che continuare il suo viaggio.

#### Conciliazione con il Padre / Abisso
In questo passaggio l'eroe deve confrontarsi ed essere iniziato da qualunque cosa detenga il potere supremo della sua vita. In molti miti e storie è il padre, o una figura paterna che ha il potere della vita e della morte. Questo è il punto centrale del viaggio. Tutti i passaggi precedenti si conducono a questo e si concentrano in questo punto, tutto ciò che segue si allontanerà da questo. Sebbene questo passaggio sia spesso simboleggiato da un incontro con un'entità maschile, non deve essere un maschio; solo qualcuno o cosa con un potere incredibile.
Campbell: "La conciliazione con il padre altro non è che l'abbandono di quel doppio mostro autogeneratosi — il drago visto come Dio (super-io) ed il drago visto come peccato (io represso). Ma ciò esige che si perda ogni attaccamento al proprio io, e qui sta il difficile. È innanzi tutto necessario convincersi che il padre è generoso, e confidare in questa sua generosità. Allora il centro della propria credo si sposta al di fuori dell'anello squamoso del dio tormentatore, ed i terribili orchi scompaiono È in questa prova che l'eroe trae a volte speranza e fiducia da una figura femminile soccorritrice, che con la sua magia (amuleti o potere di intercessione) lo protegge durante le terribili esperienze dell'iniziazione. Poiché, se è impossibile aver fiducia nel padre che si presenta nel suo aspetto terrificante, è necessario trasferire in qualcos'altro la propria fede (nella Donna Ragno, nella Madre Benedetta); e sostenuti da questa fiducia si possono superare le crisi — per scoprire, alla fine, che il padre e la madre non sono che il riflesso l'uno dell'altro, e sono essenzialmente la stessa cosa." (pag 119) "[...] Il problema dell'eroe che si reca ad incontrare il padre è quello di aprire la propria anima al terrore in modo tale da essere in grado di comprendere in qual modo le dolorose ed insane tragedie di questo vasto e spietato cosmo sono rese completamente valide nella maestà dell'Essere. L'eroe trascende la vita con il suo particolare potere e per un momento riesce ad intravedere la fonte. Egli contempla il volto del padre, comprende — e padre e figlio si riconciliano." (pag 132)
Ne L'Impero colpisce ancora, Luke scopre che Dart Fener è suo padre e successivamente fugge cadendo in uno scivolo sotto di lui.

#### Apoteosi
Questo è il punto di realizzazione in cui si ottiene una maggiore comprensione. Armato di questa nuova conoscenza e percezione, l'eroe è risolto e pronto per la parte più difficile dell'avventura.
Campbell: "Coloro che sanno che l'Eterno vive in loro e che essi, e tutte le cose, sono realmente l'Eterno, abitano il bosco degli alberi miracolosi, bevono la rugiada dell'immortalità, ed odono ovunque la silenziosa musica dell'eterna concordia." (pag 148)
Ne Le due torri, Gandalf muore dopo aver combattuto contro Balrog e Saruman e viene successivamente resuscitato in una nuova forma. Sherlock Holmes ha un eureka (momento in cui esclama "aha!") ogni volta che ha svelato un particolare caso criminale.

#### La Benedizione Finale
La benedizione finale è il raggiungimento dell'obiettivo della ricerca. È il motivo per cui l'eroe ha intrapreso il viaggio. Tutti i passaggi precedenti servono a preparare e purificare l'eroe per questo passaggio, poiché in molti miti la benedizione è una manna trascendente come l'elisir della vita stessa, o una pianta che fornisce l'immortalità come il santo graal. La benedizione finale può essere anche intesa come un vantaggio strategico.
Campbell: "Gli dei e le dee debbono essere quindi interpretati come le personificazioni e i custodi dell'elisir dell'Essere Indistruttibile, e non come l'Essere Ultimo nel suo stato primitivo. Ciò che l'eroe cerca di ottenere attraverso il contatto con gli dei è la loro grazia, cioè il potere della loro sostanza sostenitrice. Questa miracolosa sostanza-energia è essa sola Indistruttibile; i nomi e le forme delle divinità che la rappresentano, la personificano, la distribuiscono, vanno e vengono. È la miracolosa energia dei fulmini di Zeus, di Jehovah e del Supremo Buddha, la proprietà fecondatrice della pioggia di Viracocha, la virtù annunciata dal suono del campanello durante la Messa al momento della consacrazione, e la luce della illuminazione finale del santo e del saggio. I suoi custodi la concedono solo a coloro che sono stati messi alla prova." (pag 160)
Questo stadio è rappresentato dall'Anello che viene distrutto ne Il ritorno del re e la Morte Nera che viene distrutta in Guerre stellari. In Indiana Jones e nell'ultima crociata, l'eroe omonimo e suo padre trovano e bevono acqua santa dal Santo Graal, che garantisce la vita eterna.

### Ritorno

#### Rifiuto del ritorno
Avendo trovato felicità e illuminazione nell'altro mondo, l'eroe potrebbe non voler tornare nel mondo ordinario per conferire la benedizione al suo prossimo.
Campbell: "L'eroe, conclusa la propria ricerca con la penetrazione nella fonte, o per mezzo della grazia di qualche personificazione maschile o femminile, umana o animale, deve far ritorno con il suo trofeo rinnovatore della vita. La legge del monomito, il ciclo completo, esigono che l'eroe inizi ora la fatica di portare le rune della saggezza, il Vello d'Oro, o la sua principessa addormentata, fra gli esseri umani, dove il dono ricevuto potrà contribuire a rinnovare la comunità, la nazione, il pianeta, o i diecimila mondi. Spesso tuttavia l'eroe non accetta questa responsabilità. Persino il Buddha, dopo la sua vittoria, dubitò che il proprio messaggio potesse essere inteso, e si racconta di santi deceduti mentre si trovavano in stato di suprema estasi. Sono infatti numerosi gli eroi che stabihrono la propria residenza nell'isola benedetta dell'eterna dea della Vita Immortale." (pag 171)
Dopo aver distrutto l'anello, Frodo è così esausto che vuole arrendersi e morire piuttosto che compiere il viaggio di ritorno. Sherlock Holmes tende a trattenersi eccessivamente sulla scena del crimine.

#### Il volo magico
A volte l'eroe deve fuggire con la benedizione, se è qualcosa che gli dei hanno custodito gelosamente. Può essere altrettanto avventuroso e pericoloso tornare dal viaggio come lo sarebbe stato per seguirlo.
Campbell: "Se l'eroe, nel suo trionfo, ottiene il favore della dea o del dio, ed è quindi esplicitamente incaricato di ritornare nel mondo con qualche elisir capace di ristorare la società, la fase finale della sua avventura è facilitata ed appoggiata da tutti i poteri del suo patrono soprannaturale. Se, al contrario, il trofeo è stato conquistato a dispetto del suo guardiano, o se il desiderio dell'eroe di far ritorno nel mondo è avversato dagli dei o dai demoni, l'ultima fase del viaggio mitologico diventa un movimentato e spesso comico inseguimento. La fuga dell'eroe è a volte resa difficile da magici ostacoli e da evasioni." (pag 174)
Frodo e il suo compagno vengono salvati da aquile giganti. L'autore restituisce Sherlock Holmes a 221B Baker Street dopo aver risolto il crimine, ed in genere il passaggio non viene menzionato.

#### Salvataggio dall'Esterno
Proprio come l'eroe potrebbe aver bisogno di guide e assistenti per intraprendere la sua missione, spesso deve avere potenti guide e soccorritori per riportarli alla vita di tutti i giorni, specialmente se la persona è stata ferita o indebolita dall'esperienza.
Campbell: "A volte l'eroe deve essere soccorso, per far ritorno dalla sua avventura soprannaturale, da un aiuto esterno. È cioè il mondo che deve venire a riprenderlo. Non è facile infatti abbandonare la beatitudine della caverna e ridestarsi. "Chi, avendo respinto il mondo," si legge, "potrebbe desiderare di ritornarvi? Chiunque vorrebbe restare là.'10 E tuttavia, finché si è vivi, la vita ci attira. La società è gelosa di coloro che si tengono lontani da lei, e bussa alla loro porta. Se — come Muchukunda — l'eroe non vuole ritornare, l'intruso riceve un brutto colpo; ma se, al contrario, l'eroe è soltanto in ritardo — trattenuto dalla beatitudine dello stato di perfezione (che assomiglia alla morte) — si verifica un apparente salvataggio e l'eroe ritorna." (pagg 184-185)
Quando Frodo viene tentato a tenere l'Anello piuttosto che distruggerlo sul Monte Fato, Gollum lo prende da lui, assicurandone involontariamente la distruzione. Alla fine del film originale di Guerre stellari, Ian Solo ritorna nel Millennium Falcon per difendere Luke in modo da poter distruggere la Morte Nera.

#### Il Superamento della Soglia del Ritorno
Il trucco per tornare è quello di conservare la saggezza acquisita nella ricerca, di integrare quella saggezza in una vita umana, e quindi forse di capire come condividere la saggezza con il resto del mondo.
Campbell: "Molte sconfitte provano la difficoltà di questo ritorno nel mondo. Il primo problema dell'eroe che ritorna è quello di accettare come reali le precarie gioie, i dolori, le banalità e le oscenità della vita, dopo aver conosciuto la perfetta beatitudine che appaga l'anima. Perché ritornare in un mondo simile? Perché tentare di rendere plausibile o anche soltanto interessante questa esperienza di felicità suprema agli occhi di uomini e donne consumati dalle passioni? Come i sogni, che la notte sembravano così importanti, alla luce del giorno si rivelano sciocchi, così il poeta ed il profeta si sentono degli sciocchi davanti agli uomini indifferenti. La cosa più facile sarebbe mandare all'inferno l'intera comunità e ritirarsi di nuovo nella celeste caverna rocciosa e chiudere in fretta la porta. Ma se qualche ostetrico spirituale ha nel frattempo gettato la shimenawa attraverso la porta, allora il compito di rappresentare l'eternità nel tempo, e di percepire l'eternità nel tempo non può più essere evitato." (pag 194)
Alla fine di Il Signore degli Anelli, gli hobbit affrontano e devono sconfiggere Saruman nella Contea prima che le cose possano tornare alla normalità.

#### Maestro dei due mondi
Questo passaggio è di solito rappresentato da un eroe trascendente come Gesù o Gautama Buddha. Per un eroe umano, può significare raggiungere un equilibrio tra materiale e spirituale. La persona è diventata comoda e competente sia del mondo interno che di quello esterno.
Campbell: "La libertà di passare ripetutamente dall'uno all'altro mondo, da quello delle apparizioni nel tempo a quello delle cause profonde e viceversa — senza contaminare i principi dell'uno con quelli dell'altro, e tuttavia permettendo alla mente di conoscere l'uno in virtù dell'altro — costituisce la grande prerogativa del Maestro. Il Danzatore Cosmico, dice Nietzsche, non si appoggia pesantemente su un unico punto, ma, gaio e leggero piroetta e passa da una posizione all'altra (pag 204)[...]Il significato è chiarissimo: è il significato di tutte le pratiche religiose. L'individuo, attraverso discipline psicologiche prolungate, si libera da ogni attaccamento alle proprie limitazioni personali, alle proprie idiosincrasie, speranze e paure, non si oppone più al proprio annullamento, indispensabile per rinascere nella conoscenza della verità, ed è finalmente pronto per la grande conciliazione. Annientate le proprie ambizioni personali, egli non cerca più la vita, ma spontaneamente si abbandona a tutto ciò che può accadergli; diventa, per così dire, una cosa anonima. La Legge vive in lui con il suo consenso incondizionato." (pag 211)
Ne Il ritorno dello Jedi, Luke è diventato un cavaliere Jedi. L'ex cavaliere Jedi Anakin Skywalker abbandona il suo alter ego come il signore dei Sith Dart Fener quando abbatte l'Imperatore e, inoltre, ritorna come spirito della Forza dopo la sua morte.

#### Libertà di vivere
In questo passaggio, la padronanza conduce alla libertà dalla paura della morte, che a sua volta è la libertà di vivere. Questo a volte viene definito come vivere nel momento, né anticipando il futuro né rimpiangendo il passato.
Campbell: "L'eroe è il sostenitore delle cose che avverranno, non di quelle avvenute, perché egli è. "Prima che Abramo fosse, Io sono." Egli non confonde l'apparente immutabilità nel tempo con la permanenza dell'Essere, né teme che il momento seguente (o "l'altra cosa") possa distruggere il permanente con il suo cambiamento. "Nulla conserva la propria forma; ma la Natura, la grande rinnovatrice, trae di contìnuo forme dalle forme. Siate certi che nulla perisce nell'universo, ma solo cambia e rinnova la propria forma."
Ne Il ritorno del re, la risoluzione pacifica è illustrata dagli hobbit che prosperano nella loro terra natale, mentre Gandalf e Frodo navigano verso le Terre Immortali di Aman, quest'ultima perché la sua ferita del Nazgûl non guarirà mai in modo naturale.

## Nella cultura e letteratura popolare
Il concetto di monomito è stato popolare negli studi letterari americani e nelle guide alla scrittura almeno dagli anni '70. Christopher Vogler, produttore cinematografico e scrittore di Hollywood, ha creato un memo aziendale di 7 pagine, A Practical Guide to The Hero with a Thousand Faces (Una Guida Pratica all'Eroe dai Mille Volti), basato sul lavoro di Campbell. Il memo di Vogler è stato successivamente sviluppato nel libro di fine anni '90, The Writer's Journey: Mythic Structure for Writers (Il Viaggio dello Scrittore: Strutture Mitiche per Scrittori).
Guerre stellari (1977) di George Lucas è stato classificato come monomito non appena è uscito. Oltre all'ampia discussione tra Campbell e Bill Moyers trasmessa nel 1988, Il Potere del mito, Lucas ha rilasciato un'intervista approfondita in cui afferma che dopo aver completato American Graffiti, "mi è venuto in mente che non c'era davvero un uso moderno della mitologia [...] così è stato quando ho iniziato a fare ricerche più impegnate su fiabe, folclore e mitologia, e ho iniziato a leggere i libri di Joe [...] È stato molto inquietante perché leggendo L'eroe dai Mille Volti ho iniziato a capire che la mia prima bozza di Guerre stellari stava seguendo motivi classici". Moyers e Lucas si sono anche incontrati per un'intervista del 1999 per discutere ulteriormente dell'impatto del lavoro di Campbell sui film di Lucas. Inoltre, il National Air and Space Museum dello Smithsonian ha sponsorizzato una mostra alla fine degli anni '90 intitolata Star Wars: The Magic of Myth che ha discusso dei modi in cui il lavoro di Campbell ha plasmato la saga di Guerre stellari.
Numerose opere letterarie di narrativa popolare sono state identificate come esempi del modello monomito, tra cui The Fairie Queene di Spenser, Moby Dick di Melville, Jane Eyre di Charlotte Brontë, opere di Charles Dickens, William Faulkner, Maugham, JD Salinger, Ernest Hemingway, Mark Twain, WB Yeats, CS Lewis, e JRR Tolkien, Seamus Heaney e Stephen King, tra molti altri.

## Letteratura femminista ed eroine femminili all'interno del monomito
Il personaggio di Charlotte Brontë, Jane Eyre, rappresenta le eroine e il loro ruolo nel monomito. Charlotte Brontë cercò di creare un personaggio femminile che comprendesse appieno il concetto di "Eroina". Jane Eyre è un romanzo di formazione, una storia popolare della narrativa vittoriana, indicata anche come romanzo di apprendistato, che mostra lo sviluppo morale e psicologico della protagonista man mano che diventa adulta.
Jane, essendo una donna vittoriana della classe media, avrebbe affrontato ostacoli e conflitti completamente diversi rispetto alle sue controparti maschili di questa epoca come Pip in Grandi speranze. Ciò cambierebbe il corso del viaggio dell'eroe, poiché Brontë era in grado di riconoscere il conflitto fondamentale che affliggeva le donne di quel tempo (una delle principali fonti di questo conflitto era la relazione delle donne con il potere e la ricchezza e spesso era distante dall'ottenere entrambe).
Charlotte Brontë porta avanti il personaggio di Jane rendendola più passionale e schietta rispetto allo stereotipo della donna vittoriana di questo tempo. L'abuso e il trauma psicologico che Jane riceve dalla famiglia Reed da bambina le fa sviluppare due obiettivi centrali per completare il suo viaggio di eroina: il bisogno di un amore reciproco e il quello di libertà. Jane realizza in parte la liberta' quando castiga la signora Reed per averla trattata male da bambina, e ottiene così la libertà della sua mente.
Man mano che Jane cresce durante il romanzo, diventa anche riluttante a sacrificare uno dei suoi obiettivi per l'altro. Quando Rochester, la "tentatrice" nel suo viaggio, le chiede di stare con lui come sua amante, lei rifiuta, poiché ciò metterebbe a repentaglio la libertà che aveva lottato per ottenere. Ritorna invece dopo la morte della moglie di Rochester, ora libera di sposarlo e in grado di raggiungere entrambi i suoi obiettivi e completare il suo ruolo nel viaggio dell'eroe.
Mentre la storia si conclude con un trofeo matrimoniale, Brontë fa tornare Jane a Rochester dopo diverse possibilità di crescita, permettendole di tornare il più vicino possibile agli uguali pur avendo rafforzato la sua crescita nel viaggio dell'eroina. Dal momento che Jane è in grado di sposare Rochester alla pari e con i propri mezzi, ciò rende Jane una delle eroine più soddisfacenti e appaganti della letteratura e del viaggio dell'eroina.

### Psiche
La storia Metamorfosi (conosciuta anche come L'Asino d'Oro) di Apuleio nel 158 d.C. è uno dei miti più duraturi e raccontati che coinvolgono Hero's Journey. Il racconto di Amore e Psiche è un racconto a trama — una storia all'interno di una storia — ed è una delle tredici storie di "Metamorfosi". L'uso della trama racconta sia il narratore che il lettore nel romanzo come personaggi, che esplora un aspetto principale del viaggio dell'eroe a causa del fatto che è un processo di tradizione in cui la letteratura è scritta e letta.
La storia di Cupido e Psiche è diventata la più popolare delle Metamorfosi ed è stata raccontata molte volte con iterazioni di successo risalenti al 1956 Till We Have Faces di CS Lewis. Gran parte del fascino della fiaba proviene dall'eroina centrale, Psiche. Il ruolo di Psiche nel viaggio dell'eroe è affascinante e complesso in quanto ruota attorno alle sue caratteristiche di essere una bella donna e al conflitto che ne deriva. La bellezza di Psiche la fa diventare ostracizzata dalla società perché nessun pretendente maschile le chiederà di sposarla poiché si sentono indegni della sua bellezza apparentemente divina e della sua natura gentile. La chiamata di Psiche all'avventura è involontaria: la sua bellezza fa infuriare la dea Venere, il che fa sì che Psiche venga bandita da casa sua.
Parte di ciò che rende Psiche una figura così polarizzante nel viaggio dell'eroina è la sua natura e la sua capacità di trionfare sulle prove ingiuste che le sono state poste da Venere. Alla psiche vengono assegnati quattro compiti apparentemente impossibili da Venere per riportare indietro suo marito Cupido: lo smistamento dei semi, la fuga dei montoni d'oro, la raccolta di un barattolo di cristallo pieno dell'acqua della morte e il recupero di una crema di bellezza dall'Ade. L'ultimo compito è considerato uno dei compiti più monumentali e memorabili mai affrontati nella storia del viaggio dell'eroina a causa della sua difficoltà. Tuttavia, Psiche è in grado di compiere ogni compito e completare il suo obiettivo finale di diventare una dea immortale e trasferirsi sul Monte Olimpo per stare con suo marito Cupido per l'eternità.
All'inizio del XIX secolo, una versione norvegese del mito di Psiche fu raccolta in Finnmark da Peter Christen Asbjørnsen e Jørgen Moe, che sono ancora considerati la risposta della Norvegia ai fratelli Grimm. Fu pubblicato nella loro leggendaria antologia "Norwegian Folktales". La fiaba si intitola "Est del Sole e Ovest della Luna".

## Critica
Gli studiosi hanno messo in dubbio la validità o l'utilità della categoria dei monomiti.
Secondo Northup (2006), la borsa di studio tradizionale della mitologia comparata rispetto ai tempi di Campbell si è allontanata da "altamente generale e universale" a categorie in generale. Per esempio questo atteggiamento è illustrato dall' Consentino (1998), che osserva "È altrettanto importante sottolineare le differenze quanto le somiglianze, per evitare di creare una zuppa di miti alla (Joseph) Campbell che perde tutto il sapore locale". Allo stesso modo, Ellwood (1999) dichiarò "La tendenza a pensare in termini generici di persone, razze [...] è senza dubbio il difetto più profondo del pensiero mitologico".
Altri hanno trovato che le categorie di Campbell funzionino in modo così vago da essere insignificanti e prive del supporto richiesto dall'argomentazione accademica: Crespi (1990), che scrive in risposta alla presentazione filmata di Campbell del suo modello, lo ha definito "insoddisfacente dal punto di vista delle scienze sociali. L'etnocentrismo di Campbell solleverà obiezioni, e il suo livello analitico è così astratto e privo di contesto etnografico che il mito perde gli stessi significati che si suppone siano parte dell'eroe."
Allo stesso modo, il filosofo americano John Shelton Lawrence e lo studioso religioso americano Robert Jewett hanno discusso di un "Monomyth americano" in molti dei loro libri, The American Monomyth, The Myth of the American Superhero (2002), e Captain America and the Crusade Against Evil: The Dilemma of Zealous Nationalism (2003). Presentano questo come una reazione americana al monomito campbelliano. La trama di "American Monomyth" è: Una comunità in un paradiso armonioso è minacciata dal male; le istituzioni normali non riescono a contrastare questa minaccia; un supereroe altruista emerge per rinunciare alle tentazioni e svolgere il compito redentrice; aiutato dal destino, la sua vittoria decisiva riporta la comunità alla sua condizione paradisiaca; il supereroe si ritira nell'oscurità.
Il monomito è stato anche criticato per essersi concentrato sul viaggio maschile. The Heroine's Journey (1990) di Maureen Murdock e From Girl to Goddess: The Heroine's Journey through Myth and Legend (2010), di Valerie Estelle Frankel, espongono entrambi ciò che considerano i passi del viaggio dell'eroe femminile, che è diverso dal monomito di Campbell. Secondo un'intervista del 2014 tra la pluripremiata cineasta Nicole Franklin e l'artista e illustratrice di fumetti Alice Meichi Li, il viaggio di un eroe è "il viaggio di qualcuno che ha privilegi. Indipendentemente se il protagonista è maschio o femmina, un'eroina non inizia con il privilegio". Essere sfavoriti, per Li, significa che l'eroina potrebbe non ricevere lo stesso livello di supporto sociale di cui godeva l'eroe in un ciclo mitico tradizionale, e piuttosto che tornare dalla sua ricerca come eroe e mentore, l'eroina invece ritorna in un mondo in cui lei o lui fa ancora parte di una popolazione demografica oppressa. Li aggiunge: “Non stanno davvero riportando un elisir. Stanno navigando la nostra società patriarcale con disparità salariali e disuguaglianze. Nel capitolo finale possono finire su un piano di parità. Ma quando hai gruppi oppressi, tutto ciò che puoi sperare è di arrivare a metà lavorando due volte più duramente."
Inoltre, una eccessiva aderenza da parte dell'industria dell'intrattenimento al viaggio dell'eroe può portare a narrazioni cliché. Secondo changingminds.org, "lo schema molto ammirato e molto copiato di [Campbell] è stato anche criticato per aver portato a film 'sicuri', in cui gli scrittori usano la sua struttura come modello, portando così a ripetizioni 'noiose', anche se vestite in modo diverso."
Il romanzo Dune di Frank Herbert, scritto nel 1965, soltanto in superficie sembra seguire il monomito, mentre in realtà lo sovvertisce prendendo una posizione critica, come dichiarò l'autore nel 1979: "La linea di fondo della trilogia Dune è: attenzione eroi. Molto meglio [fare] affidamento sul proprio giudizio e sui propri errori." Herbert scrisse poi nel 1985: "Dune era mirato a tutta questa idea del leader infallibile perché la mia visione della storia dice che gli errori commessi da un leader (o fatti in nome di un leader) sono amplificati dai numeri che seguono senza dubbio".
L'autore della fantascienza David Brin in un articolo apparso su Salon nel 1999 ha criticato il modello del monomito a sostegno del "dispotismo e tirannia", indicando che pensa che la moderna narrativa popolare dovrebbe sforzarsi di discostarsene per sostenere valori più progressisti.

## Altri studiosi sui modelli narrativi degli eroi
Nella narratologia e nella mitologia comparata, altri hanno proposto modelli narrativi come lo psicoanalista Otto Rank nel 1909 e l'antropologo Lord Raglan nel 1936. Entrambi hanno elenchi di diversi tratti interculturali che spesso si trovano nei resoconti degli eroi, compresi gli eroi mitici. Secondo Robert Segal, "Le teorie di Rank, Campbell e Raglan caratterizzano la serie di analisi dei miti degli eroi".

## Movimento e terapia di auto-aiuto
Il poeta Robert Bly, Michael J. Meade e altri coinvolti nel movimento maschile hanno anche applicato e ampliato i concetti del viaggio dell'eroe e del monomito come metafora della crescita spirituale e psicologica personale, in particolare nel movimento mitopoietico degli uomini.
Caratteristica del movimento mitopoietico maschile è la tendenza a raccontare fiabe e impegnarsi nella loro esegesi come strumento di comprensione personale. Utilizzando frequenti riferimenti agli archetipi tratti dalla psicologia analitica junghiana, il movimento si concentra su questioni relative al ruolo di genere, all'identità di genere e al benessere degli uomini moderni. I sostenitori si impegnano spesso nello storytelling con la musica, questi atti sono visti come un'estensione moderna di una forma di "sciamanesimo new age" reso popolare da Michael Harner all'incirca nello stesso momento.
Tra i suoi sostenitori più famosi c'erano il poeta Robert Bly, il cui libro Iron John: A Book About Men era un best seller, essendo un'esegesi della fiaba "Iron John" dei fratelli Grimm.
Il movimento mitopoietico degli uomini ha generato una varietà di gruppi e seminari, guidati da autori come Bly e Robert L. Moore. Da questo movimento è emerso un serio lavoro accademico, compresa la creazione di varie riviste e organizzazioni senza fini di lucro.

### Altra mitologia
- Allegoria della caverna
- Osiride-Dioniso
- The Myth of the Birth of the Hero (1909)
- Il pellegrinaggio del cristiano (1678)
- Vladimir Jakovlevič Propp (folclorista russo)

### Narratologia e guide alla scrittura
- Dan Harmon's story circle

### Generi
- Romanzo di formazione
- Sword and sorcery
- Road movie